# August Wilhelm Julius Ahlborn
August Wilhelm Julius Ahlborn (né le 11 octobre 1796 à Hanovre et mort à Rome le 24 août 1857) est un peintre allemand.
Il est formé à l'Académie des arts de Berlin. Il voyage et travaille en Italie.